# Red Can Records
Red Can Records (Eigenschreibweise: red.can.records) ist ein 2001 gegründetes Münchener Independent-Label. Gründer und Labelinhaber ist Bernd Hofmann alias „Señor (Bernie) Burns“ oder auch „Red Can“.

## Beschreibung
Das Musiklabel ging aus einem Studienprojekt des ursprünglich gelernten Münchner Schreiners Bernd Hofmann hervor, der während des späteren Studiums an der Akademie der Bildenden Künste München von 2000 bis 2006 seinen Schwerpunkt auf Cover-Design setzte. Begleitend erschien die Katalogdokumentation Camping Academy & The One Man Red Can Show, unter anderem zusammen mit Karl Bruckmaier. Die Artwork-Covers der Produktionen stammen in der Regel von Hofmann, aber auch von anderen Künstlern. Zudem werden von Red Can Records Projekt-Plakate anderer Labels gestaltet.

## Bekannte Interpreten
- Angela Aux
- Candelilla
- The Dope
- Elektrik Kezy Mezy
- Joasihno
- Kitty Empire
- l'egojazz
- Mondo Ray
- Monostars
- Purren